# Adjoña
Adjoña foi um rei (mencey) guanche que reinou na menceyato de Abona em Tenerife (Ilhas Canárias).
Adjoña normalmente residia em Vilaflor no território de Abona. Adjoña assinado um tratado de paz em 1490 com o governador de Gran Canaria, Pedro de Vera, que foi ratificado com Alonso Fernández de Lugo, em 1494, logo após o primeiro pouso na ilha.
Depois disso, Adjoña foi levado para a Espanha, onde ele é apresentado aos Reis Católicos por Alonso Fernández de Lugo com outros menceyes (reis aborígenes da ilha). Adjoña conhecido foi integrado na nova empresa europeia estabelecida nas Ilhas Canárias após a conquista. Ele morreu antes de 1507.